# Lake Kiowa
Lake Kiowa é uma Região censo-designada localizada no estado norte-americano de Texas, no Condado de Cooke.

## Demografia
Segundo o censo norte-americano de 2000, a sua população era de 1883 habitantes.

## Geografia
De acordo com o United States Census Bureau tem uma área de
9,8 km², dos quais 7,8 km² cobertos por terra e 2,0 km² cobertos por água.

## Localidades na vizinhança
O diagrama seguinte representa as localidades num raio de 16 km ao redor de Lake Kiowa.